# Ejército Popular de la República

Beispiel einer Divisionsflagge der Regulären Volksarmee der Spanischen Republik

Ejército Popular de la República (Republikanische Volksarmee), auch Ejército Regular (Reguläre Armee), Ejército Republicano (Republikanische Armee) oder Ejército Popular Regular (reguläre Volksarmee), war der Name der regulären Landstreitkräfte der Zweiten Spanischen Republik während des Spanischen Bürgerkriegs (1936–1939). Die gegenüber der Republik loyalen Reste des alten Heeres wurden von Oktober 1936 an mit den ab dem Juli 1936 als Reaktion auf den Militärputsch ad hoc entstandenen Volksmilizen zur Volksarmee verschmolzen.

## Ausgangslage

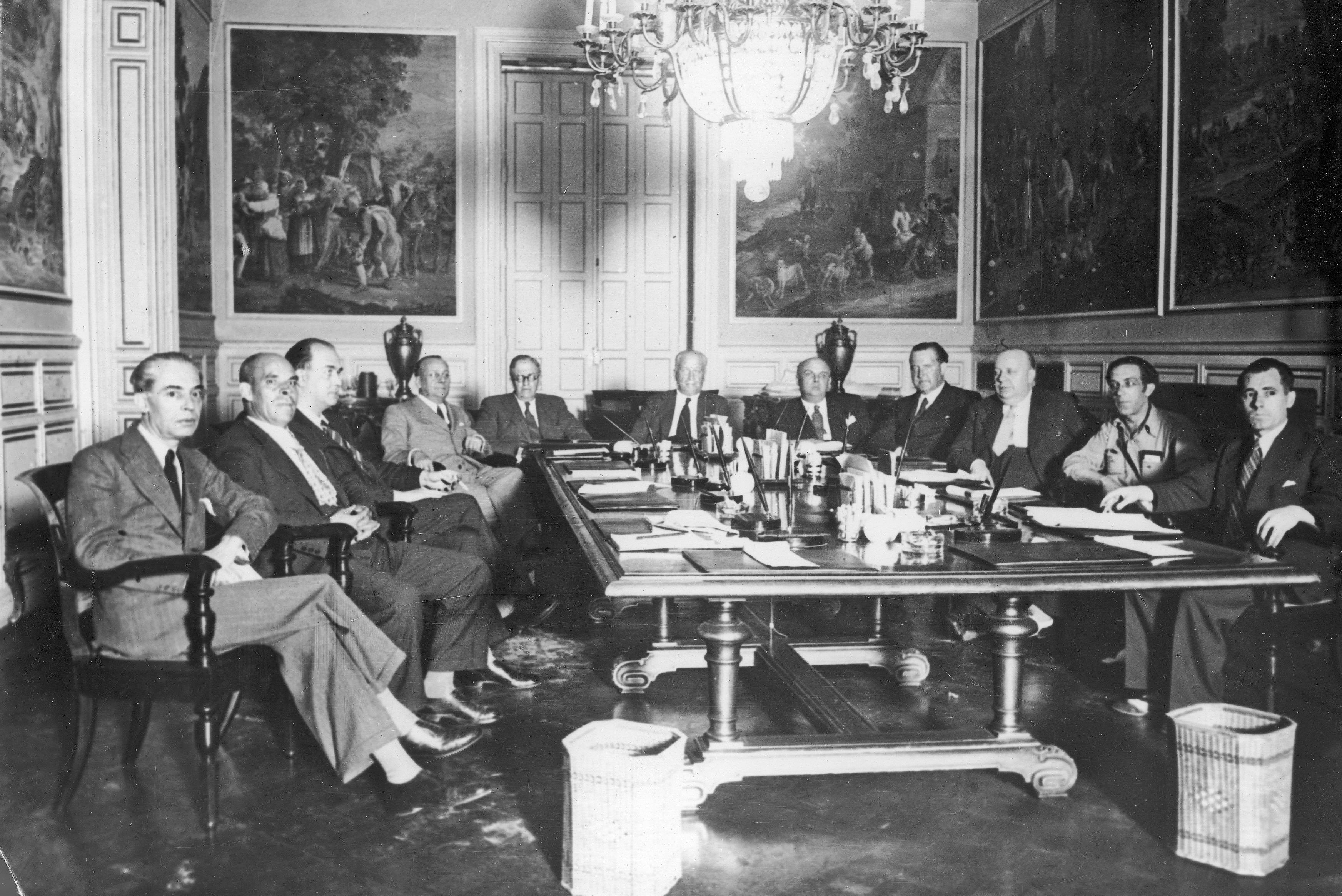
Kabinett Largo Caballero, Sept. 1936

Ab dem September 1936 reorganisierte die republikanische Regierung unter Largo Caballero ihre Streitkräfte.

### Militärreform von 1931

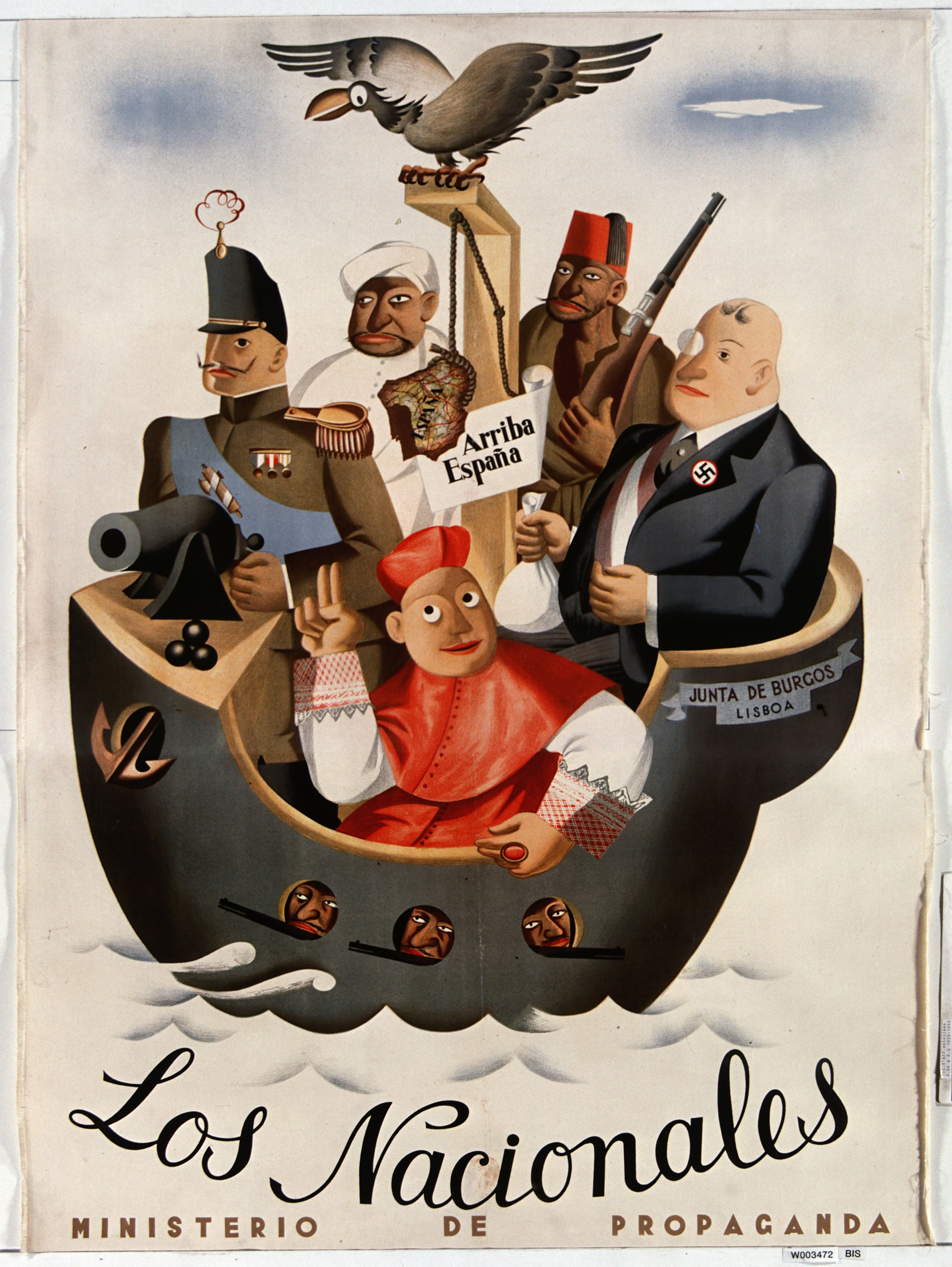
Die Gegner der demokratischen Republik, Juan Antonio Morales, 21. Juli 1937

Die bisherige Grundlage der spanischen Streitkräfte war die Militärreform von 1931, die von Manuel Azaña zu Beginn der Republik erarbeitet worden war. Während José Ortega y Gasset die Militärreform ganz ausgezeichnet fand, gab es Kritik von dem Sozialisten Juan Simeón Vidarte, der nach dem Bürgerkrieg darauf hinwies, dass eine republikanische Armee von Unterstützern einer Republik gebildet sein müsste.
Härter geht der Historiker Francisco Alía Miranda mit der Reform ins Gericht: „Manuel Azaña wollte, dass das politische Leben wieder von der Zivilgesellschaft getragen wird und das Militär in die Kaserne zurückkehrt. Er hat es nicht geschafft. Das Militär hatte weiterhin eine große Bedeutung in der Politik und beim Haushalt […] Trotz der Bemühungen von Azaña erwies sich die Militärmacht schließlich als entscheidend für die Kontrolle der öffentlichen Ordnung und verhinderte so die lang ersehnte Stärkung der zivilen Macht, ein Zeichen der strukturellen Schwäche des republikanischen Staates. Die republikanischen Politiker waren nicht in der Lage, die Verwaltung der öffentlichen Ordnung an die Prinzipien eines demokratischen Regimes anzupassen, und wandten sich an die gleichen Instrumente der Monarchie, um die soziale Befriedung zu erreichen: Kriegszustand und Truppen auf der Straße, Mittel, die die Rolle der Armee aufrechterhielten. (Original: »Manuel Azaña pretendía que la vida política volviera a estar protagonizada por la sociedad civil y devolver a los militares a los cuarteles. No lo consiguió. Los militares continuaron teniendo una gran importancia en la política y en el presupuesto... Pese a los esfuerzos de Azaña, el poder militar acabó resultando decisivo en el control efectivo del orden público, impidiendo así el anhelado fortalecimiento del poder civil, muestra de debilidad estructural del Estado republicano. Los políticos republicanos se mostraron incapaces de adecuar la administración de orden público a los principios de un régimen democrático y recurrieron a los mismos instrumentos de la monarquía para lograr la pacificación social: estado de guerra y tropas en la calle, ingredientes que perpetuaron el protagonismo del Ejército«)“.

### Die Spaltung der Armee
Der gescheiterte Militärputsch vom Juli 1936, der einen nicht geplanten Bürgerkrieg entfesselte, hatte die bisherige Organisationsstruktur der republikanischen Armee zerstört.
Laut dem Historiker Francisco Alía Miranda betrug die Verteilung der Generäle, Stabsoffiziere, Offiziere und Kadetten nach dem Putsch 8.929 in der republikanischen Zone und 9.294 in der Rebellenzone, und in Bezug auf die Verteilung der Truppen blieben 116.501 in der republikanischen Zone und 140.604 in der Rebellenzone, einschließlich der 47.127 Soldaten, die die in Nordafrika stationierte Armee bildeten. Diese war die am besten ausgebildete und erfahrenste Einheit mit der größten Kampferfahrung, was das Kräfteverhältnis zu diesem Zeitpunkt für die Aufständischen günstig machte. Ein weiteres für die Aufständischen günstiges Element war, dass die Kommandeure und mittleren Offiziere sich weitgehend dem Aufstand angeschlossen hatten. Wenn man die Entwicklung während des Krieges berücksichtigt, sind die Daten ebenfalls sehr günstig für die Aufständischen, denn während in dieser Zeit die Zahl der Kommandeure und Offiziere der Rebellenseite auf 14.104 Soldaten anstieg, verlor die republikanische Seite viele Hauptleute und Offiziere im Verlauf des Krieges.
Ein Beispiel ist der Zentrale Generalstab in Madrid. Im September 1936 dienten noch 23 % der Offiziere in der Volksarmee, während es zum Ende des Krieges noch 12 % waren. Die Mehrheit der 18.000 Offiziere in Spanien begrüßten im Juli 1936 den Putsch, da unter ihnen eine konservative, korporative und militaristische Mentalität vorherrschte.

### Politische, zivilgesellschaftliche und militärische Reaktionen

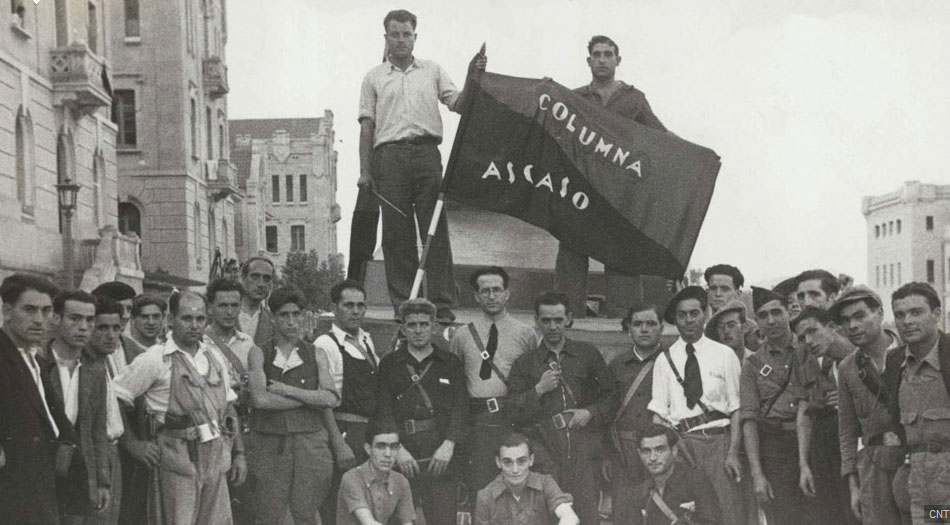
Anarchistische Miliz „Ascaso“

Die Frente-Popular-Regierung von Santiago Casares Quiroga, meist aus Liberalen der Izquierda Republicana gebildet, hatte keine Hinweise auf einen geplanten Militärputsch beachtet. „Vielmehr wurde jenen, die der Republik nur das Schlechteste wünschten, der Spielraum eingeräumt, einen Putsch zu ihrem Sturz zu planen.“ Eine Armee, die sich gerade in großen Teilen abgesetzt hatte, stand der republikanischen Bevölkerung zu ihrem Schutz nicht zur Verfügung, sodass die städtischen und ländlichen Massen zur Eigeninitiative griffen und sich gegen den Putsch und Hochverrat der reaktionären Kräfte unbewaffnet und bewaffnet zur Wehr setzten. In Barcelona und Madrid wurde so der Putsch erfolgreich verhindert.
Die neue von José Giral geführte Regierung versuchte, eine Freiwilligenarmee auf der Grundlage loyaler Einheiten mit professionellen Kommandeuren zu schaffen, aber die Realität ihrer Selbstauflösung und die Dringlichkeit der Militäroperationen sowie die erfolgreiche Bildung von Volksmilizen, die von Parteien und Gewerkschaftsorganisationen bewaffnet wurden, erschwerten die Reform.

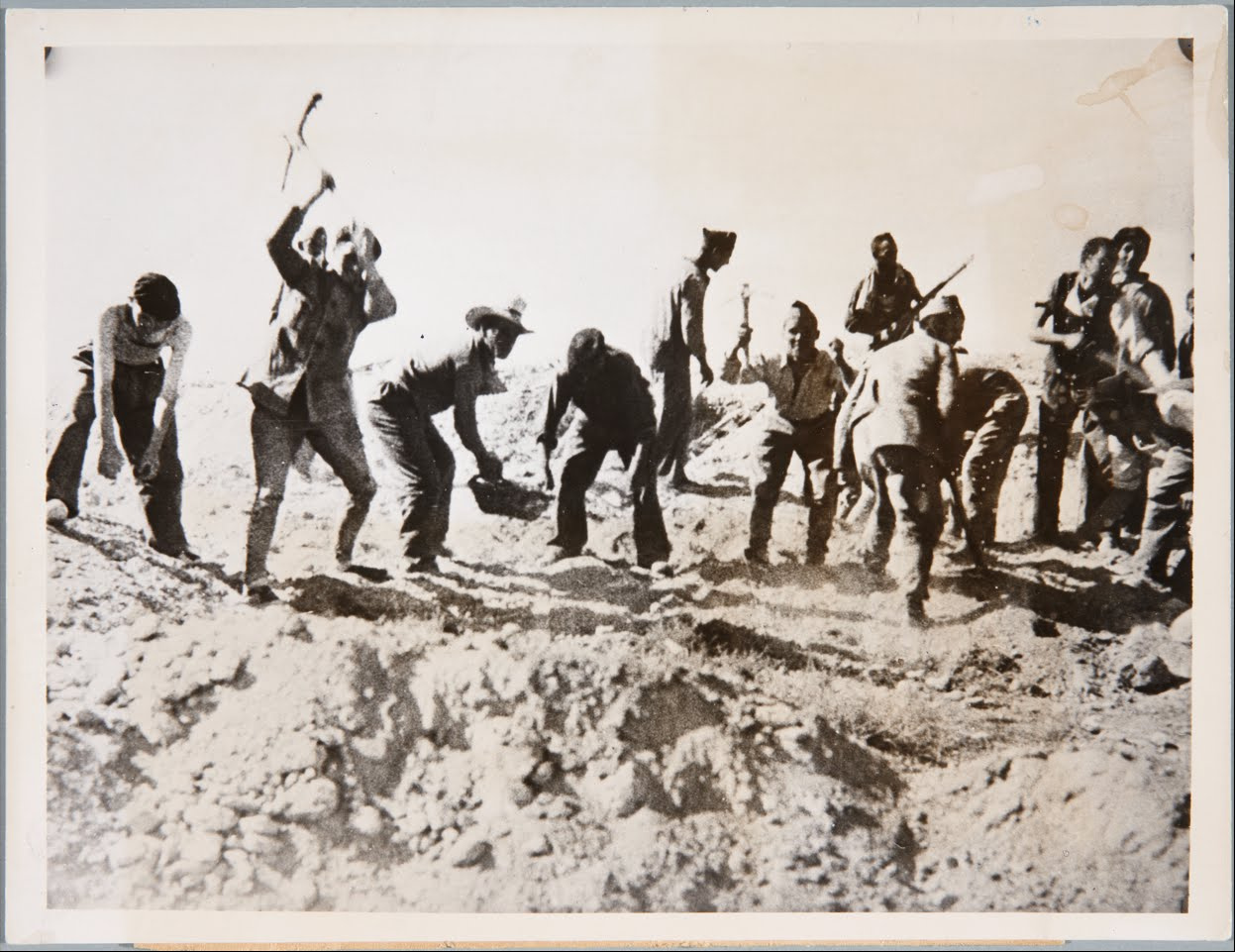
Milizionäre bereiten die Verteidigung von Madrid 1936 vor.

Im Kriegsministerium wurde die Generalinspektion der Milizen (Inspección General de Milicias) gebildet, die versuchte, das Projekt voranzutreiben und auf jeden Fall die immer weiter entstehenden Milizeinheiten auszubilden, zu koordinieren und richtig zu versorgen. Diese Aufgabe wurde Artillerie-Oberst Juan Hernández Saravia und einem Team von Berufsoffizieren mit Luis Barceló, Antonio Cordón und José Martín-Blázquez anvertraut. Nach der Entlassung von General Castelló wurde Oberst Hernández Saravia neuer Kriegsminister.

Ab Ende Juli 1936 ermöglichte die militärische Unterstützung des nationalsozialistischen Deutschland und des faschistischen Italiens es den Rebellen, die Blockade der Straße von Gibraltar durch die der republikanischen Regierung treu ergebenen Seestreitkräfte zu durchbrechen. Eine Luftbrücke der deutschen Luftwaffe verlegte die aufständischen Einheiten des Ejército de Africa (Afrikanische Armee) auf die Iberische Halbinsel. Damit war eine Vorentscheidung im Krieg gefallen. Diese effektiven und kriegserfahrenen Einheiten standen unter dem Kommando von aufständischen Offizieren und stellten in der Einschätzung von Francisco Franco die entscheidenden Truppen im Bürgerkrieg. Sie durchquerten Andalusien, die Extremadura und nach der Schlacht bei Talavera (1936) Ende August 1936 stand der Weg zur Hauptstadt Madrid offen und ließ die republikanische Regierung erkennen, dass die Gefahr einer militärischen Niederlage real und dass das Milizsystem nicht effektiv war, um sich gegen die rebellischen Militäreinheiten zu wehren. Ein neues Konzept musste her. 

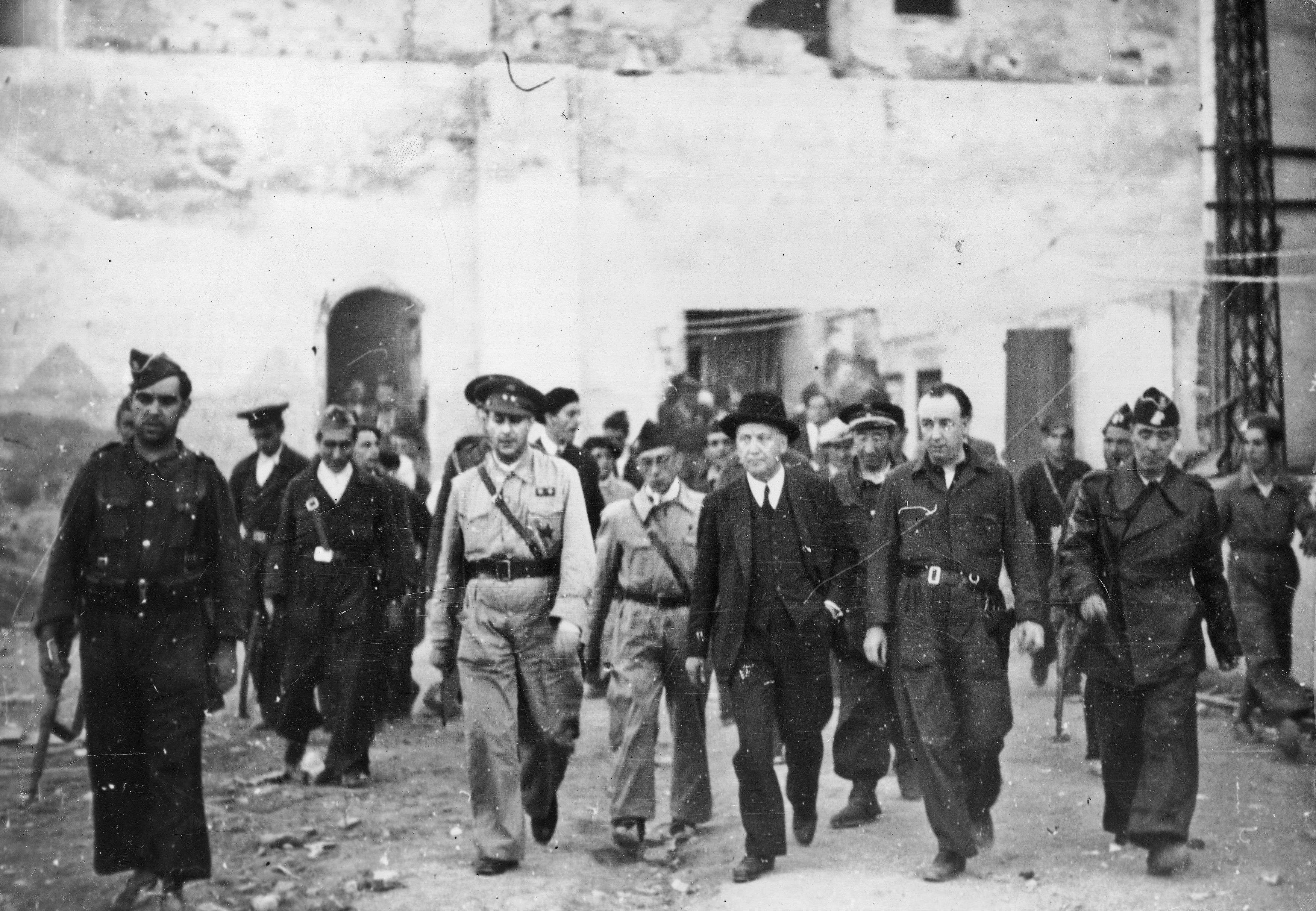
Caballero mit Offizieren bei einer Inspektion der Kämpfe um den Alcazar am 20. oder 21. September 1936 in Toledo

 Auf der Grundlage aller in den republikanischen Cortes vertretenen demokratischen Parteien (PSOE, Izquierda Republicana, Alianza Republicana, PCE, PNV, Esquerra Republicana) und der nationalen Gewerkschaftsorganisationen (CNT (Anarchosyndikalisten) und UGT (Sozialdemokraten, Sozialisten, Kommunisten)) wurde am 4. September eine neue Regierung gebildet, die zusammen das politische Fundament der neuen Volksarmee legte. Francisco Largo Caballero, der neue Ministerpräsident, war das Aushängeschild und stellte sich mit seiner Regierung der Aufgabe, die Spanische Republik zu verteidigen und die Rebellen zu besiegen.

## Geschichte

### Reform der militärischen Struktur: Bildung der Volksarmee (Oktober 1936)

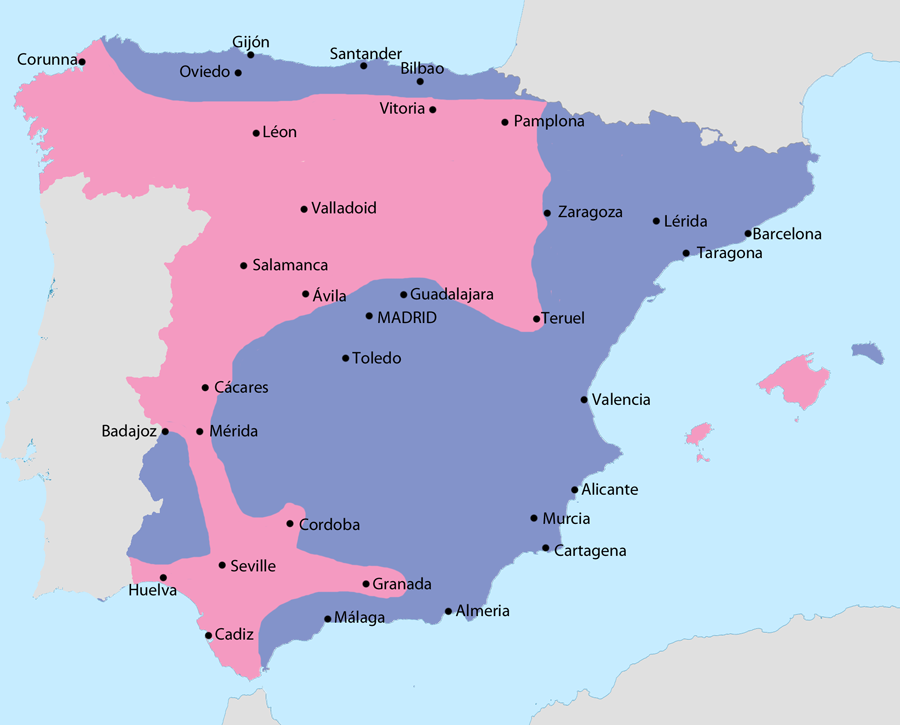
Kriegsschauplatz September 1936

In der Debatte, welche Organisationsform die neu zu gründenden Streitkräfte haben sollten, verwarf man unter dem Druck der Ereignisse ein reines Milizsystem und den Guerillakrieg.

In einem Interview mit Michail Kolzow von der Prawda, in Spanien am 16. September in La Libertad veröffentlicht, wird offen über die anstehende Reform gesprochen:

„la obra de Largo Caballero y su Estado Mayor en el ministerio de la Guerra tiene otro aspecto interesantisimo: la creación, organización y eficiencia del Ejército popular. España tendrá, por fin, un verdadero Ejército, como lo tiene Rusia; soldados y jefes militares salidos del pueblo o identificados con él, tan cerca de la democracia como lejos del espiritu militarista.“

„[…] Die Arbeit von Largo Caballero und seinem Generalstab im Kriegsministerium hat einen weiteren sehr interessanten Aspekt: die Schaffung, Organisation und Effizienz der Volksarmee. Spanien wird endlich eine echte Armee haben, so wie sie Russland hat;
Soldaten und Militärchefs stammen aus dem Volk oder identifizieren sich mit ihm, ebenso nah an der Demokratie wie weit entfernt vom militaristischen Geist.“

Koordinierte militärische Führung

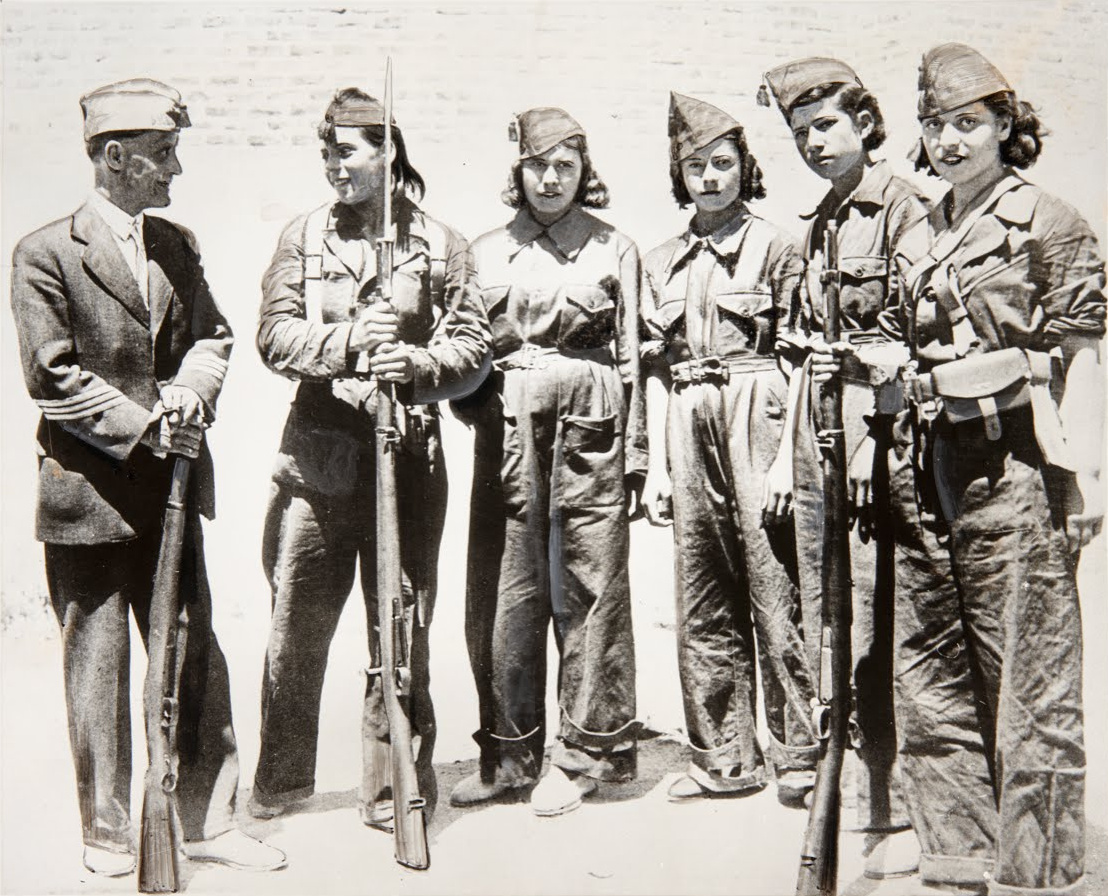
Bewaffnete Milizionärinnen

- Bewaffnete MilizionärinnenWegen der sich ständig verschlechternden militärischen Lage wurde der Aufbau der Volksarmee, gebildet aus Milizen und den loyalen Resten der alten Armee, die drängendste Aufgabe der neuen Regierung. Das Ressort führte Ministerpräsident Largo Caballero[16] selbst. Am 16. Oktober 1936 wurde in der Gaceta de Madrid, dem Amtsblatt der Regierung, der von allen republikanischen Kräften geforderte Grundsatzbefehl vom Vortag veröffentlicht, mit dem der Ministerpräsident in seiner Funktion als Verteidigungsminister und Oberbefehlshaber das Kommando über alle bewaffneten und organisierten Streitkräfte übernahm.[17] Dazu zählten ausdrücklich auch alle Milizen. Dieser Prozess wurde auch als „Militarisierung der Milizen“[18][19] bezeichnet. Die militärische und strategische Beratung des Ministers oblag dem Generalstab des Ministeriums, der ausdrücklich keine selbstständige exekutive Funktion hatte, sondern seine Amtsgewalt aus der Beratung und Beauftragung durch den Verteidigungsminister bezog.

Mobilmachung der Reservistenjahrgänge 1932–1935
- Zudem wurde die Mobilmachung für die Reservistenjahrgänge 1932–1935[20] angeordnet.[21] Obwohl es in manchen Milizen auch Frauen als Infanteristinnen und Schützinnen gab, wurde diese Entwicklung nicht verstärkt. Traditionelle Rollenzuweisungen überwogen noch.[22]

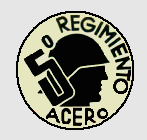
Emblem des Fünften Regiments

Integration der Milizen in die reguläre Armee
- Rechtliche Grundlage waren ein Dekret[19] zur Militarisierung vom 30. September 1936 und der Grundsatzbefehl vom 16. Oktober 1936, dessen Absatz 5 auch die Integration der Milizen in die reguläre Armee vorsah. Diese Dekrete galten als Beginn des Prozesses zur Schaffung der neuen Volksarmee, der rechtlich gesehen im Februar 1937 abgeschlossen sein sollte. Bis dahin waren die Milizen nach Gewerkschaften und politischen Parteien organisiert gewesen, ohne wirksame Koordination untereinander.[5] „Was die Milizen betrifft, so waren sie unzureichend bewaffnet und schlecht organisiert – »nach normalen Begriffen ein vollkommen undisziplinierter Haufen«, wie Orwell bemerkte.“[23] Andererseits gab es auch militärisch vorbildliche Einheiten, wie das kommunistische Fünfte Regiment, das in Madrid sein Hauptquartier hatte.[24] Das V. Regimente hatte aktiv die Integration in die neue Volksarmee gefordert.[25] Es trug in der Volksarmee den Namen V. Armee-Korps und zählte zu den Elitetruppen.[26] In Gebieten, in denen anarchistische Milizen die Mehrheit stellten, verzögerte sich die Militarisierung um ein Jahr mit all ihren Folgen für die militärische Lage.[26]

Kriegskommissariat
- Am selben Tag (16. Oktober) wurde auch das Kriegskommissariat geschaffen.[17] Politische Kommissare hatten die Aufgabe, den Soldaten in allen Einheiten Kampfmoral und Motivation zu verleihen und ihre Zusammenarbeit mit hochrangigen Offizieren sicherzustellen, denen viele republikanische Milizsoldaten nach dem Putsch kein Vertrauen entgegenbrachten.[27] Schon Carnot hatte in der Französischen Revolution die Verlässlichkeit der Berufsoffiziere auf diese Weise überwachen lassen. In der gegnerischen Propaganda war das Kriegskommissariat nur ein Beleg für die kommunistische Durchdringung der Volksarmee. Durch die Arbeit der Kommissare konnten die Milizen in die Armee eingegliedert werden.[28][29]

Gemischte Brigaden
- Am 18. Oktober 1936 wurden die ersten sechs Gemischten Brigaden[30] aufgestellt, die die Kolonnen und Milizen ersetzen sollten: Die 1., angeführt von Enrique Líster; die 2. von Jesús Martínez de Aragón; die 3. von José María Galán; die 4. von Eutiquiano Arellano; die 5. von Fernando Sabio; und die 6. von Miguel Gallo Martínez. Drei Brigadeführer (Lister, Arellano und Gallo) stammten aus dem erfolgreichen Fünften Regiment. Seit Oktober und November konnten in Albacete auch die ersten Internationale Brigaden aus freiwilligen Kämpfern aus aller Welt nach diesem Modell aufgestellt werden.

Gesteigerte Widerstandskraft

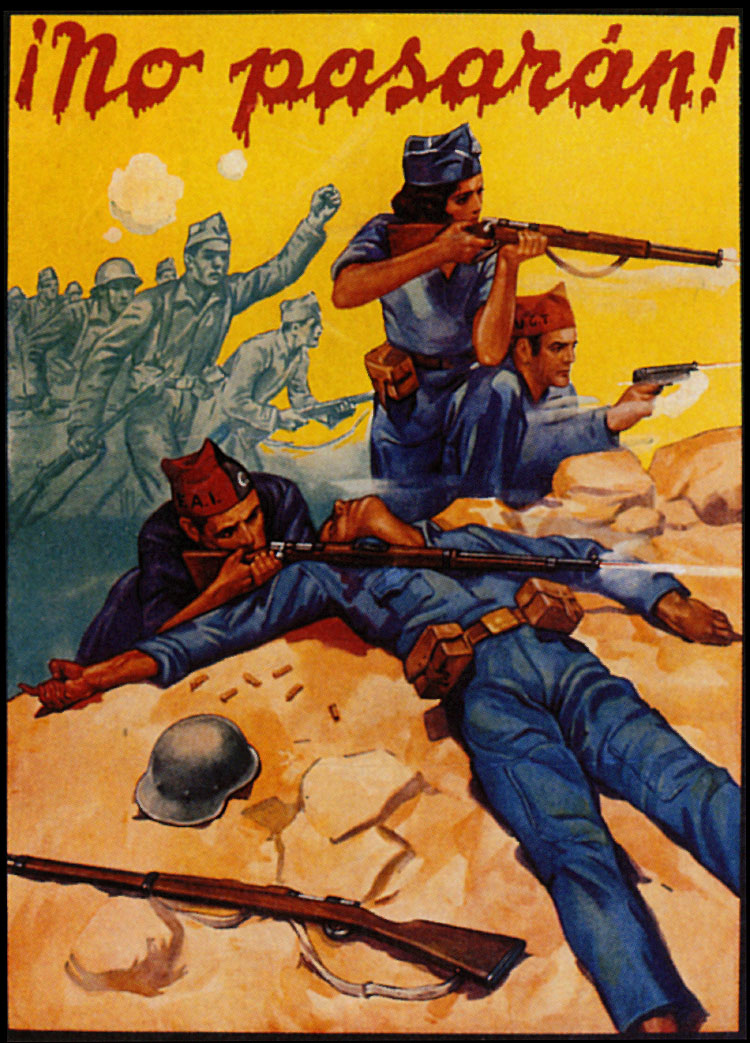
¡No pasarán! (Sie werden nicht durchkommen!)

- Die Maßnahmen begannen zu greifen, sodass im Laufe des Novembers nach schweren Kämpfen die aufständischen Truppen an der Front von Madrid zum Stehen kamen. Trotz der scheinbar aussichtslosen Lage gelang es, durch umsichtige Führung, den Widerstandswillen der Bevölkerung und eine schließlich verbesserte Ausrüstung den Vormarsch der aufständischen Truppen zum Halten zu bringen.[31]

„Inmitten dieser Unordnung bemühte sich Miajas Stabschef Oberstleutnant Rojo, die zur Verfügung stehenden Kräfte zu organisieren. Er entsandte alle, die über Waffen verfügten, zur Verteidigung der vorgeschobenen Linien. Die Schlüsselstellungen besetzte er mit Offizieren seines Vertrauens. Er säuberte die Etappe von unkontrollierbaren Elementen und organisierte die zur Führung des Kampfes unerlässlichen Kommunikationsmittel. Mitunter befanden sich die Stellungen in der Nähe der letzten Straßenbahnhaltestellen. Das städtische Verkehrsnetz erleichtete den Transport, die Nähe zu ihren Wohnungen steigerte die Entschlossenheit der Milizionäre, und die Gebäude boten sich als improvisierte Befestigungen und Beobachtungspunkte an.“
Vicente Rojo analysierte nach dem Krieg, dass an der Front von Madrid zwar noch ein “ejército de milicias (Heer von Milizen)” erfolgreich für „Recht und Freiheit der Spanier“ kämpfte, aber dort der Geist einer Armee des Volkes, getragen vom Volk, geboren wurde.
Die Folge des Misserfolgs von Francos Truppen im November 1936 vor Madrid, der spanischen Hauptstadt, war der Übergang zu einem „langen Zermürbungskrieg“ (Ian Kershaw) mit „grenzenloser Grausamkeit“.
Kriegsschauplätze und militärische Operationen 1936
- Belagerung von Gijón
- Belagerung von Oviedo
- Belagerung des Alcázars von Toledo
- Schlacht von Mérida
- Schlacht von Badajoz (1936)
- Offensive von Guipúzcoa
- Schlacht um Mallorca
- Schlacht in der Sierra Guadalupe
- Schlacht bei Talavera (1936)
- Belagerung von Madrid

## Weitere Entwicklung des Heeres im Verlauf des Krieges

### Militärhilfe

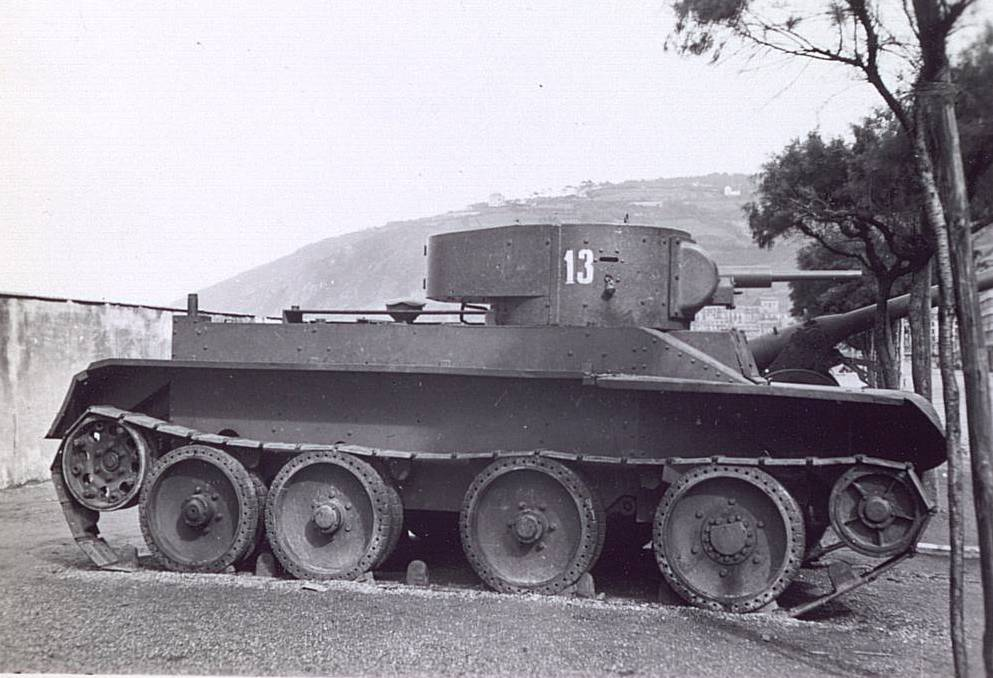
Der BT-50 Panzer der Volksarmee sowjetischer Bauart

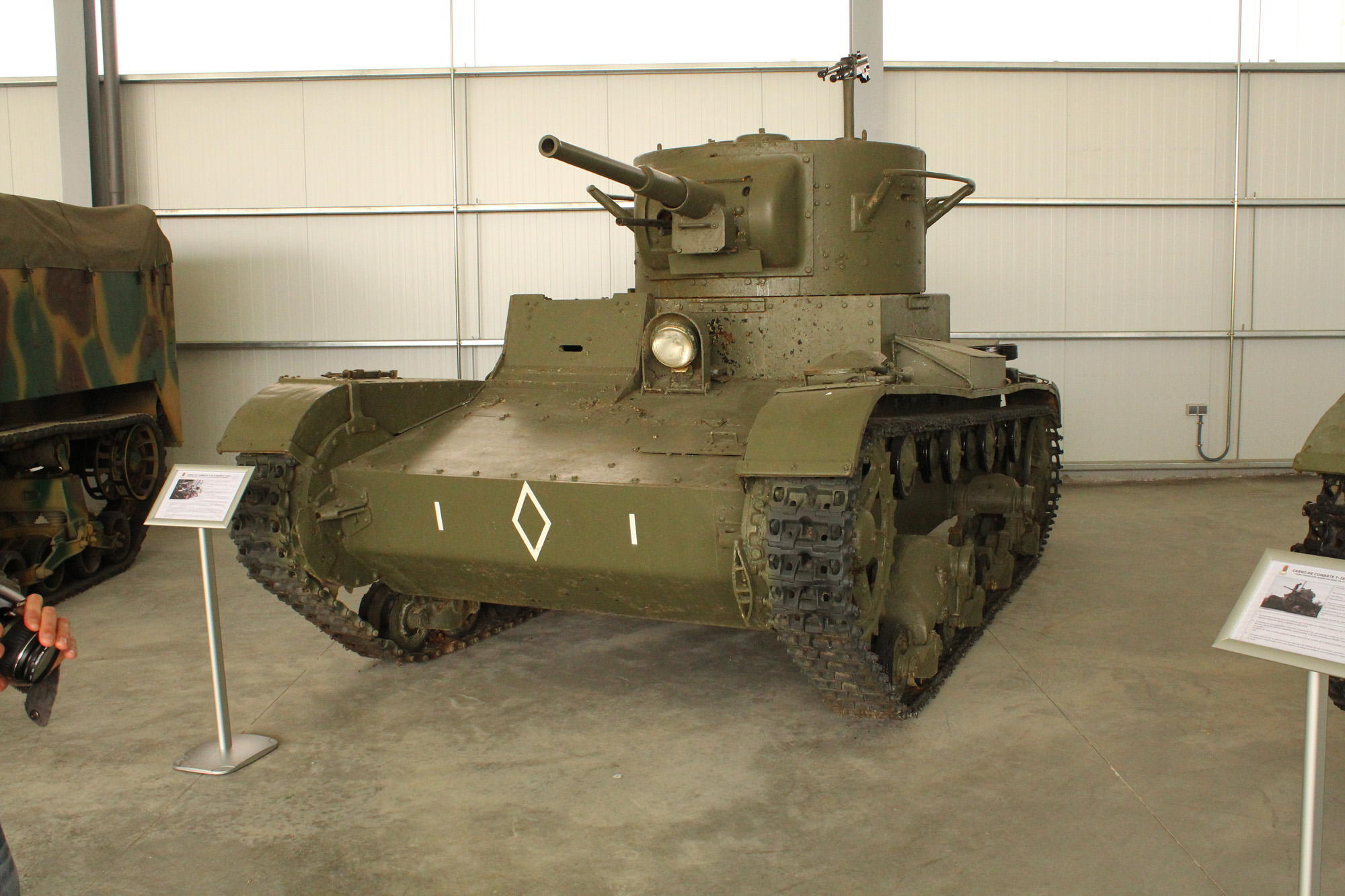
T-26 Panzer der Volksarmee, sowjetische Militärhilfe

Gabriel Cardona stellt die These auf, dass ohne ausländische Hilfe auf beiden Seiten der Krieg nach wenigen Monaten beendet gewesen wäre.
Obwohl der Ausbruch des Bürgerkrieges der Sowjetunion nicht gelegen kam, hatte die SU im Laufe des September 1936 sich für Hilfsmaßnahmen der Spanischen Republik entschieden. Zuerst wurde die Aufnahme diplomatischer Beziehungen mit dem Austausch von Botschaftern vereinbart. Die SU half der Republik jedenfalls nicht aus „altruistischen Gründen“, sondern unter Abwägung der eigenen Sicherheitserwägungen. „Cattell hat darauf hingewiesen, daß der Kreml Spanien für die Schaffung einer Koalition mit den demokratischen und linken Regierungen Europas benutzte, die es ermöglichen sollte, gemeinsam der Aggression des Dritten Reiches Einhalt zu gebieten.“ Die sowjetische traf nur unregelmäßig ein, so dass die Militäroperationen darunter litten. Das war auf der anderen Seite nicht der Fall. Die Ankunft sowjetischer Panzer und Flugzeuge, finanziert durch den Verkauf des sogenannten Goldes der Republik, diente dazu, die wachsende republikanische Armee mit dringend benötigten Waffen zu versorgen.
In einem Bereich hatte die Volksarmee Vorteile. Sie besaß die besseren Panzer. Der BT-50 wog 11.500 kg, der T-26-1 wog immerhin noch 9.200 kg. Sie verfügten über ein 45-mm-Geschütz und ein Maschinengewehr. Die deutschen und italienische Panzer wogen weniger und hatten eine schwächere Bewaffnung. Problem war die nicht zweckmäßige Einsatzmethode in der Schlacht.
Daneben schickte die SU Militärberater, Piloten und andere Fachleute. Berühmte künftige Marschälle des Zweiten Weltkrieges haben in Spanien Erfahrungen gesammelt: Konew, Malinowski und Woronow – allerdings ohne der Volksarmee zum Erfolg zu verhelfen. Insgesamt kamen ca. 2.105 Sowjetbürger nach Spanien, allerdings waren nie mehr als 500 Mann zur gleichen Zeit dort.
Zum Vergleich: Deutschland schickte 19.000 Soldaten der Legion Condor und Italien gar 76.000 Mann.

### Internationale Brigaden

Fahne der Interbrigaden

Man schätzt, dass mindestens 32.500 ausländische Antifaschisten aus rund 80 % der damals existierenden souveränen Staaten der Welt nach Spanien kamen, um der Republik als Soldaten zu helfen. Das Hauptquartier und Ausbildungszentrum auch für spanische Rekruten befand sich in Albacete. Diese Internationale Brigaden wurden ab November 1936 in die Verbände der Volksarmee eingegliedert und nahmen gleich an der Verteidigung von Madrid teil. „Die meisten waren Idealisten der einen oder anderen Art, sahen sich als Kämpfer in einem Klassenkampf und einem Krieg gegen den Faschismus. Tausende verloren bei diesem Unternehmen ihr Leben.“ Giles Tremlett geht davon aus, dass selbst bei konservativer Berechnung einer von fünf Freiwilligen sein Leben verlor. Tremlett betont: „Politisch betrachteten sich die „Brigadistas“ als etwas Ähnliches wie die Republik, die sie verteidigen wollten: eine breite Volksfront, wie sie die Wähler sowohl Spaniens als auch Frankreichs an die Regierung gebracht hatten.“(Original: »Políticamente, los brigadistas se veían como algo parecido a la República que venían a defender: un Frente Popular amplio como los que los electores tanto de España como de Francia habían llevado al Gobierno.«) Auffällig, dass auf Francos Seite nicht mehr als 1.000 ausländische Freiwillige kämpften.

### Organische Struktur der Gemischten Brigaden im Heer

Gemischte Brigade der Spanischen Volksarmee

Die Gliederung der neuen Armee basierte ganz am Anfang ihrer Entstehung auf den Gemischten Brigaden mit Teileinheiten verschiedener Waffengattungen. Diese bestanden aus vier Infanteriebataillonen, aus jeweils fünf Kompanien (vier Schützenkompanien und eine Maschinengewehrkompanie) und einem Mörserzug. Ein motorisiertes Kavalleriegeschwader, vier Artilleriebatterien mit 75-mm-Kanonen und eine schwere mit 105-mm-Kanone, eine Pionierkompanie, eine Waffen-, Fernmelde-, Stabs- und Sanitätseinheit.
Die gemischten Brigaden überstiegen normalerweise nicht die Zahl von 3.000 Soldaten und wurden im Verlauf des Krieges Regimentern, Divisionen, Armeekorps und Feldarmeen unterstellt.
Die ersten sechs gemischten Brigaden wurden am 18. Oktober 1936 aufgestellt. Die Reorganisation betraf auch die Internationalen Brigaden.

## Mai 1937

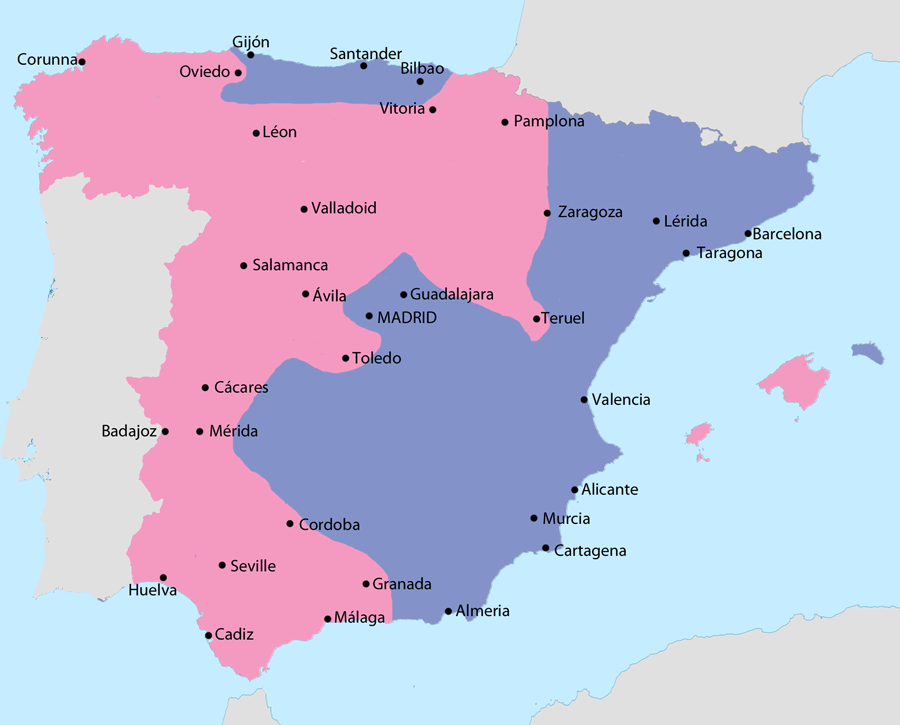
Kriegsschauplatz März 1937

Mit der neuen Führung der Republik (Negrín, Prieto) sollte der Prozess der „Militarisierung der Milizen“, der immer noch verzögert wurde, forciert werden und zum Abschluss kommen. Im Mai 1937 wurde die Volksarmee in dem von ihr noch kontrollierten Gebiet in mehrere Armeen aufgeteilt:
- Armee des Zentrums: Die disziplinierteste, am besten bewaffnete und ausgebildete Armee der Volksarmee, die gerade aus den Schlachten um Madrid gestärkt hervorgegangen war. Der Großteil der Ausrüstung und Verstärkung war an sie gegangen. In diese Armee waren die besten Einheiten der Republik integriert und umfasste ca. 119.000 Soldaten:
  - I. Armee-Korps (Domínguez Moriones) mit 4 Divisionen (1., 2., 3. und 10.), mit 11 Brigaden und 30.876 Soldaten.
  - II. Armee-Korps (Alzugaray) mit 5 Divisionen (8., 5., 7., 6., 4.) und die Gruppe Juan Modesto, mit sechzehn Brigaden und 44.219 Soldaten.
  - III. Armee-Korps (Burillo) mit drei Divisionen: A (Walter), B (Gall) und 11. (Enrique Líster) mit dreizehn Brigaden und 25.424 Soldaten.
  - Zwei weitere Divisionen: die 9. Division (Arce) mit 7.556 Soldaten und die 12. Division (Lacalle) mit fünf Brigaden und mit 10.759 Soldaten.[50][51]
- Armee des Südens: Sie befand sich an der Andalusien- und Extremadura-Front und ihre auf Milizen beruhende Organisation zeigte erhebliche Mängel in der Qualität der Truppen sowie der Ausrüstung. Nach der Katastrophe in Málaga sollten ihr zweitrangige Fronten eine Verschnaufpause für den Rest des Krieges verschaffen. Sie verfügte über rund 60.000 Mann.
- Levante-Armee: Unter ihrer Verantwortung befand sich die Frontlinie, die vom Süden des Ebro bis zur Grenze der Provinzen Teruel und Guadalajara reichte.

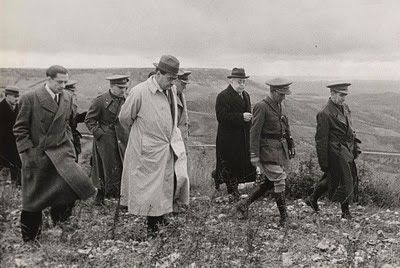
Präsident Azaña und Ministerpräsident Juan Negrín mit der militärischen Führung- u. a. die Generale Rojo und Miaja

- Präsident Azaña und Ministerpräsident Juan Negrín mit der militärischen Führung- u. a. die Generale Rojo und MiajaArmee des Ostens: Sie lag an der Aragon-Front und war zu dieser Zeit nicht mehr als eine Armee auf dem Papier, obwohl es zahlreiche Kolonnen und Einheiten aus Anarchisten der CNT-FAI, katalanischen Nationalisten oder den Kommunisten der PSUC und der POUM gab. Sie verfügten über 80.000 Mann gegenüber 30.000 Mann, die die Rebellen aufgestellt hatten. Aber das Hinauszögern der Militarisierung der Milizen verhinderte wirksame Operationen.
- Armee des Nordens: Es ist schwer zu behaupten, dass eine einheitliche Armee als solche im Norden existierte, da sie in Wirklichkeit die Euzko Gudarostea und die Armeen von Asturien und von Kantabrien umfasste. Es gab keine Zusammenarbeit zwischen ihnen und, was die Sache noch schlimmer machte, es kam oft zu Zusammenstößen zwischen den anarchistischen und sozialistischen Bataillonen einerseits und den PNV-Bataillonen andererseits. Trotz der großen Truppenstärke war ihre Qualität gering und die Ausrüstung schlecht.
- Als mobile Eingreiftruppe fungierten im Juni und Juli 1937 das
  - V. Armee-Korps unter Juan Modesto mit der 11. Division (Lister), der 46. Division (El Campesino), der 35. Division (Walter); insgesamt verfügten sie über sechs Brigaden: 1., 3., 9., 10., 68. und 69. und das
  - XVIII. Armee-Korps mit vier Divisionen: 10. (Enciso), 34. (Galan), 15. (Gall), 45. (Klebert). Es waren republikanische Streitkräfte, die für die Durchführung der vom zentralen Generalstab geplanten Offensiven verantwortlich war. Es handelte sich um Einheiten, die keiner Front fest zugeteilt waren. Sie vereinten zuverlässige und kampferprobte republikanische Streitkräfte.

Kriegsschauplätze und militärische Operationen 1937
- Belagerung von Madrid
- Schlacht von Málaga
- Schlacht am Jarama
- Schlacht bei Guadalajara
- Krieg im Norden (Luftangriffe auf Durango 1937, Luftangriff auf Guernica, Santander)

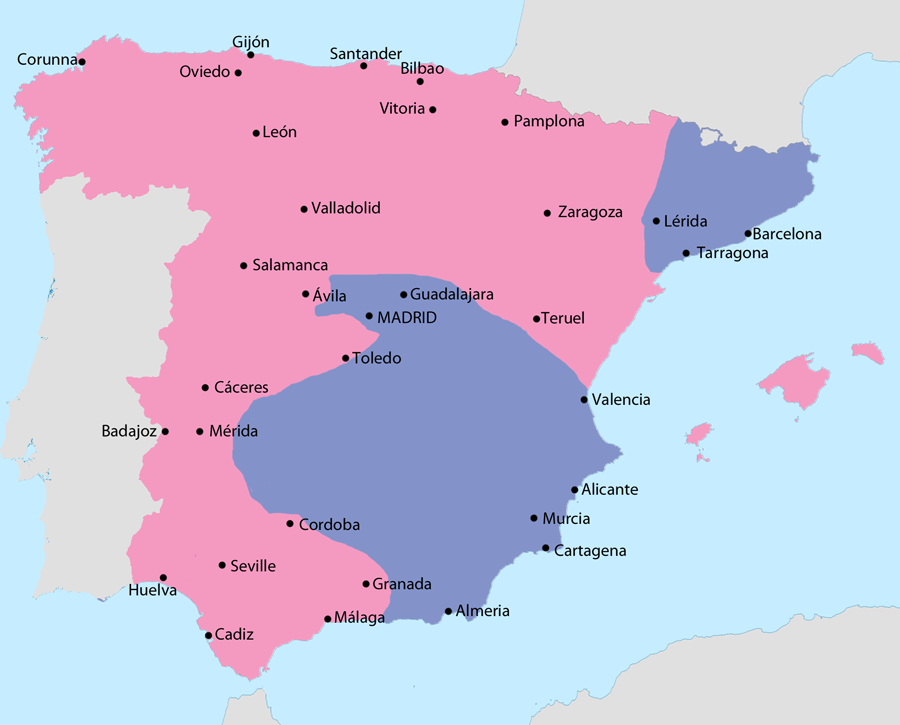
Der Kriegsschauplatz im Juli 1938

- Schlacht von Brunete
- Schlacht von Belchite
- Schlacht von Teruel

## Juli, August 1938
Nach der Zweiteilung der republikanischen Zone wurde die Struktur der Armee in zwei großen Gruppierungen reorganisiert:
- Grupo de Ejércitos de la Región Central (Armee-Gruppe der zentralen Region). Dazu gehörten die Armee des Zentrums, der Extremadura, Andalusiens und der Levante. Die Gruppierung stand unter dem Kommando von General José Miaja.

| Armee-Korps               | Divisionen                    | Sektoren                          |
| ------------------------- | ----------------------------- | --------------------------------- |
| Zentral-Armee             |                               |                                   |
| I. Armee-Korps            | 1., 2., 69. Division          | Sierra de Guadarrama – Somosierra |
| II. Armee-Korps           | 4., 7., 65. Division          | Las Rozas – Usera – Carabanchel   |
| III. Armee-Korps          | 9., 15., 18. Division         | Jarama-Aranjuez                   |
| IV. Armee-Korps           | 12., 17., 33. Division        | Guadalajara – Montes Universales  |
| VI. Armee-Korps           | 5., 8., 10. Division          | Tajo – Jarama                     |
| 14. Guerrilla Armee-Korps | –                             | Rückraum                          |
| Extremadura-Armee         |                               |                                   |
| VII. Armee-Korps          | 36., 37. Division             | Algodor – Zújar                   |
| VIII. Armee-Korps         | 38, 51., 63. Division         | Zújar – Guadalmellato             |
| Andalusien-Armee          |                               |                                   |
| IX. Armee-Korps           | 20., 21., 54. Division        | Córdoba – Jaén                    |
| XXIII. Armee-Korps        | 23., 71. Division             | Granada – Almería                 |
| Levante-Armee             |                               |                                   |
| XIII. Armee-Korps         | 28., 65. Division             | Montes Universales – Albarracín   |
| XVI. Armee-Korps          | 39., 48. Division             | Levante                           |
| XVII. Armee-Korps         | 19., 25., 40. Division        | Levante                           |
| XIX. Armee-Korps          | 64., 66. Division             | Levante                           |
| XX. Armee-Korps           | 49., 53. Division, C Division | Levante                           |
| XXI. Armee-Korps          | 6., 52., 68. Division         | Sierra de Espadán                 |
| XXII. Armee-Korps         | 41., 47., 70. Division        | Levante                           |

- Grupo de Ejércitos de la Región Oriental (Armee-Gruppe der östlichen Region), verteilt über Katalonien. Dazu gehörten die Ost-Armee und die neu formierte Ebro-Armee. Die Gruppierung stand unter dem Kommando von General Juan Hernández Saravia.

| Armee-Korps        | Divisionen             | Sektoren            |
| ------------------ | ---------------------- | ------------------- |
| Östliche Armee     |                        |                     |
| X. Armee-Korps     | 30., 31., 34. Division | Balaguer-Segre      |
| XI. Armee-Korps    | 26., 32., 55. Division | Noguera Pallaresa   |
| XVIII. Armee-Korps | 27., 60., 72. Division | Reservestreitkräfte |
| Ebro-Armee         |                        |                     |
| V. Armee-Korps     | 11., 45., 46. Division | Unterer Ebro        |
| XII. Armee-Korps   | 16., 44., 56. Division | Allgemeine Reserve  |
| XV. Armee-Korps    | 3., 35., 42. Division  | Unterer Ebro        |
| XXIV. Armee-Korps  | 43., 62. Division      | Allgemeine Reserve  |

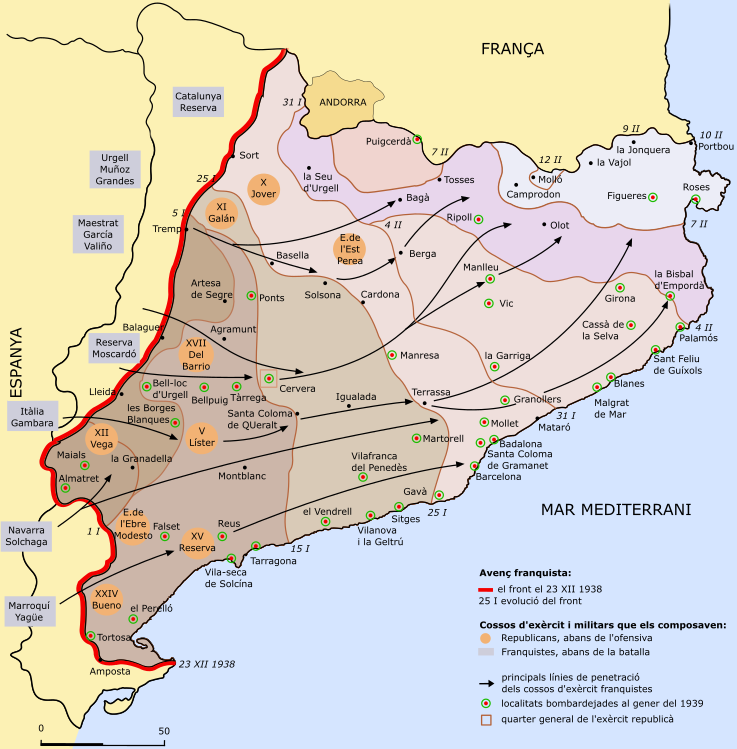
Etappen der Katalonienoffensive 1938/1939

Kriegsschauplätze und militärische Operationen 1938
- Schlacht von Teruel
- Aragonoffensive
- Ebroschlacht
- Katalonienoffensive

## Kriegsende und Niederlage

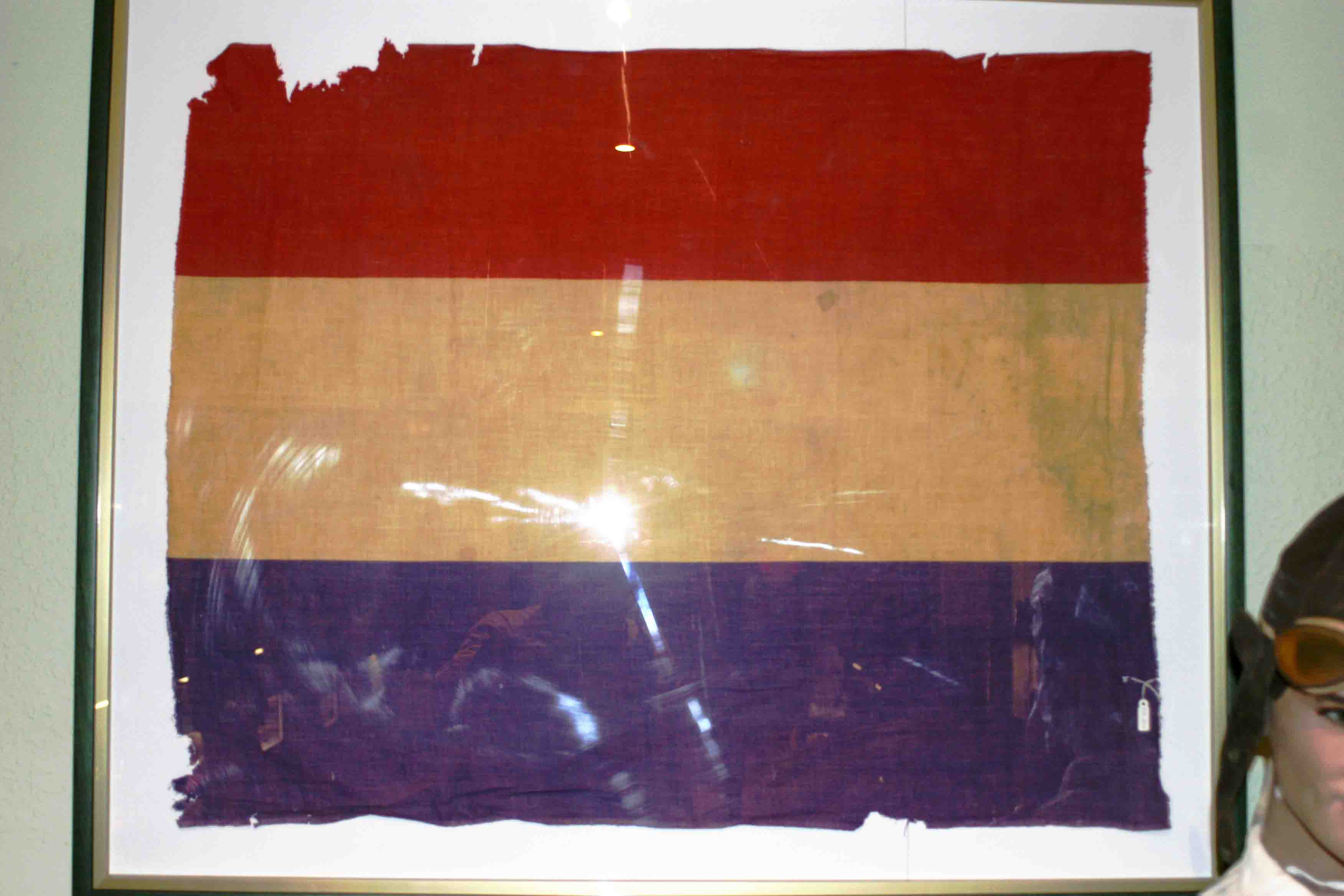
Flagge der Republikanischen Armee während der Ebro-Schlacht

Kriegsschauplatz Februar 1939

Der damalige Ministerpräsident Juan Negrín, General Vicente Rojo Lluch, Chef des Generalstabs, und die Kommunisten glaubten, dass die republikanische Armee noch zu einer letzten Offensive fähig sei, die am 24. Juli 1938 begann: die Schlacht am Ebro, der längste und entscheidende Abschnitt des Bürgerkriegs. In der Schlacht am Ebro erreichte die republikanische Armee ihre maximale Organisation und Einsatzfähigkeit. Doch nach drei Monaten harter Kämpfe gab es eine erneute Niederlage für die republikanische Armee, die in ihre Ausgangsstellungen zurückkehren musste mit Zehntausenden Opfern und einem erheblichen Verlust an Kriegsmaterial, das nicht mehr zur Verteidigung Kataloniens eingesetzt werden konnte.
Kriegsentscheidend konnten die franquistischen Truppen die Ebro-Offensive stoppen.
Kurz vor dem Ende der Schlacht am Ebro ereignete sich ein weiteres, ebenfalls für die Niederlage der Republik entscheidendes Ereignis, diesmal im Ausland. Am 29. September 1938 wurde das Münchner Abkommen zwischen Großbritannien und Frankreich einerseits und Deutschland und Italien andererseits unterzeichnet, das jede Möglichkeit einer Intervention der demokratischen Mächte zugunsten der Republik ausschloss. Ebenso wie dieses Abkommen die Übergabe der Tschechoslowakei an Hitler bedeutete, bedeutete es auch die Übergabe der Spanischen Republik an die Verbündeten der Nationalsozialisten und Faschisten.
Die letzte Militäroperation des Krieges war die Katalonienoffensive der aufständischen Armee, die in einer Katastrophe für die Republik endete. Die Sowjetunion hatte Anfang 1939 die Militärhilfe eingestellt. Am 26. Januar 1939 marschierten Francos Truppen praktisch kampflos in Barcelona ein. Am 5. Februar besetzten sie Girona.
Die französische Grenze wurde für spanische Soldaten vom 5. bis 9. Februar 1939 geöffnet, nachdem General Rojo den französischen Behörden einen geordneten Übertritt zugesagt hatte.
„[…] gerade die letzten bewaffneten Einheiten, die über die Grenze kamen, die also am längsten ausgeharrt hatten, zogen sich in mustergültiger Ordnung zurück; […] Unter den allerletzten Nachzüglern waren siebenhundert Angehörige der Internationalen Brigaden; sie hatten sich in Katalonien bis zur letzten Minute gehalten und gingen erst am 7. Februar über die Grenze.“ Am 9. Februar tat Ministerpräsident Juan Negrín das Gleiche, nachdem der letzte Soldat Katalonien verlassen hatte. Die Volksarmee der zentralen Region löste sich etwa Ende März 1939 auf und ihre Mitglieder übergaben ihre Waffen an die franquistische Armee.
Wer als Republikaner nicht ins Exil gelangte, den erwartete Gefangenschaft, politische Verfolgung, willkürliche Hinrichtung, aleatorische Behandlung ohne Gnade. Franco sah den Krieg als eine Bestrafung an, so dass er immer wieder einen schnelleren Weg zum Sieg umging, um dem Gegner, seinen eigenen Landsleuten noch mehr zu schaden. „Die franquistische Taktik war ein langsamer Holocaust. Einige brilliante Operationen hätten den Krieg in zwei Jahren beenden können. […] Er war jedoch besessen von dem Wunsch, das gegnerische Heer zu zerstören, um die bedingungslose Kapitulation zu erzwingen.“
Kriegsschauplätze und militärische Operationen 1939
- Katalonienoffensive

## Gründe der Niederlage
Folgende wissenschaftlich belegbare Gründe der republikanischen Niederlage werden in der Literatur genannt:
- Politische Gründe
  - Anfängliche Unterschätzung der Absichten der Putschisten durch die Regierung von Casares Quiroga[11] führt zur Handlungsunfähigkeit des republikanischen Staates.
  - „Um eine konkrete Politik strategisch umzusetzen, benötigt man Entscheidungsgewalt.“[63] Die hatte die republikanische Regierung zu Anfang des Krieges nicht. Erst im Frühjahr 1937 konnte erstmals eine republikanische Strategie vorgelegt werden, da die Erfolge vor Madrid die militärische Lage verbessert hatten.[64]
  - Erstaunlich war, dass das aus dem Nichts geschaffene Heer so lange durchgehalten hat.[65] Kershaw unterstreicht: „Der Antifaschismus war die mächtigste einigende Kraft. Jenseits dessen herrschten Spaltung und Fraktionskämpfe.“[66]
- Außenpolitische Rahmenumstände
  - Fehlender kontinuierlicher Nachschub von benötigter militärischer Ausrüstung: Munition, Panzer, Flugzeuge, Bewaffnung: ohne ausländische Hilfe wäre auf beiden Seiten der Krieg nach wenigen Monaten vorbei gewesen.[35] Kershaw, bezogen auf die Republik, formuliert es so: „Mit der sowjetischen Hilfe konnten die republikanischen Truppen den Krieg zwar verlängern, zu mehr aber reichte es nicht.“[67][43]
  - Fehlende außenpolitische und materielle Unterstützung durch demokratische Länder wie GB und Frankreich: „Die eigennützige Politik der Sowjetunion und die verlogene Politik der Westmächte, deren ökonomische Interessen bei Franco letztlich besser aufgehoben waren als bei einer zunehmend von Kommunisten beeinflußten Volksfrontregierung, sind wesentlich für den Untergang der spanischen Republik mitverantwortlich. Diese Politik konnte ihr stets proklamiertes Ziel: die Erhaltung des Friedens, nicht erreichen. Wenige Monate nach Beendigung des Spanischen Bürgerkrieges begann der Zweite Weltkrieg.“[68]
- Defizite beim Aufbau der Volksarmee
  - Fehlende militärische Expertise und Ausbildung; fachlich versierte, gut ausgebildete Offiziere fehlten allenthalben.[20] In Kurzlehrgängen versuchte man, wenigstens ein Minimum an Taktik und technischem Wissen zu vermitteln.[69][70]
  - Der Ejercito Popular war nie ganz Realität geworden: fehlender Zusammenhalt des Militärapparats. Es gab im Grunde 5 Teilbereiche, die unabhängig voneinander handelten: Heer, Luftwaffe, Marine, Grenzpolizei und Sicherheitskräfte.[71] Eine aufeinander abgestimmte Armee konnte in den drei Jahren nicht geschaffen werden. Der größte Aktivposten auf republikanischer Seite war der immer wieder unter Beweis gestellte Widerstandswille der Volksmassen. Allerdings konnte der ohne Erfolge nicht dauerhaft aufrechterhalten werden.
  - Fehlendes Verständnis in Politik, Gesellschaft und Militär für ein zentrales politisches und militärisches Oberkommando.[72]
  - Mangel an Disziplin auf allen Ebenen des Militärapparates.[73]
- Defizite der taktischen und strategischen Führung
  - Eric Hobsbawn sieht den Bürgerkrieg als „Nachhutgefecht“. Die Republik habe nicht ernsthaft einen „Volkskrieg“ geführt, in dem die „Strategie des Guerillakrieges“ eine viel größere Rolle hätte spielen müssen. Diese wurde für den Fall einer haushoch überlegenen konventionellen Armee entwickelt „- eine merkwürdige Unterlassung in einem Land, das dieser Form des Partisanenkampfs seinen Namen gegeben hat“.[74]
  - Die militärischen Operationen auf beiden Seiten waren geprägt durch die damals schon veralteten Lehren der französischen École Supérieure de Guerre, die die spanische Offiziersausbildung vermittelte.[75]
  - Ein wirkliche Integration der gelieferten modernen Waffen in die Kriegführung wurde nicht umgesetzt. Wie moderne Panzer, Infanterie, Artillerie und Luftwaffe bei Angriff und Verteidigung koordiniert werden konnten, hatten spanische Offiziere nicht gelernt.[76] Das studierten die deutschen, italienischen und sowjetischen Militärberater in Spanien und bereiteten sich so auf den nächsten Krieg vor.[77]
  - Cardona weist darauf hin, dass der republikanische Stabschef Rojo zwar die bestdurchdachten Schlachtpläne des Bürgerkrieges entwickelte, sie aber an der Unfähigkeit der Volksarmee scheiterten, sie taktisch und praktisch auch umzusetzen. Cardona spitzt es zu: „Im Grunde war die Republik ein Staat, der gezwungen war, einen Krieg ohne Heer zu führen.“[78]

## Anhang

### Präsident der Republik (1936–1939)
| Name              | Amtszeit (Beginn) | Amtszeit (Ende) | Partei                          |
| ----------------- | ----------------- | --------------- | ------------------------------- |
| Manuel Azaña Díaz | 11. Mai 1936      | 3. März 1939    | Izquierda Republicana (Liberal) |

### Republikanische Ministerpräsidenten (1936–1939)
| Name                      | Amtszeit (Beginn) | Amtszeit (Ende)   | Partei                          |
| ------------------------- | ----------------- | ----------------- | ------------------------------- |
| Santiago Casares Quiroga  | 13. Mai 1936      | 18. Juli 1936     | Izquierda Republicana (Liberal) |
| Diego Martínez Barrio     | 19. Juli 1936     | 19. Juli 1936     | Unión Republicana (Liberal)     |
| José Giral Pereira        | 19. Juli 1936     | 4. September 1936 | Izquierda Republicana (Liberal) |
| Francisco Largo Caballero | 4. September 1936 | 17. Mai 1937      | PSOE                            |
| Juan Negrín               | 17. Mai 1937      | 31. März 1939     | PSOE                            |

### Republikanische Kriegsminister, bzw. ab 1937 Verteidigungsminister (1936–1939)
Eine Umbenennung des Kriegsministeriums erfolgte erst 1937 unter dem Ministerpräsidenten Negrin und dem Verteidigungsminister Prieto. Man schaffte den Namen „Kriegsministerium“ ab zugunsten des „Nationalen Verteidigungsministeriums“. Der Verteidigungsminister war im Auftrage von Präsident und Ministerpräsident der Oberkommandierende der militärischen Streitkräfte von Heer, Luftwaffe und Marine.
| Name                      | Amtszeit (Beginn) | Amtszeit (Ende)   | Partei         |
| ------------------------- | ----------------- | ----------------- | -------------- |
| Luis Castelló Pantoja     | 19. Juli 1936     | 5. August 1936    | Brigadegeneral |
| Juan Hernandez Saravia    | 6. August 1936    | 4. September 1936 | Oberst         |
| Francisco Largo Caballero | 4. September 1936 | 17. Mai 1937      | PSOE           |
| Indalecio Prieto          | 17. Mai 1937      | 5. April 1938     | PSOE           |
| Juan Negrín               | 5. April 1938     | 31. März 1939     | PSOE           |

### Generalstabschefs der Volksarmee
Der Generalstabschef beriet den Verteidigungsminister und erhielt zur Erstellung und Durchführung von Plänen Aufträge. Er durfte nicht selbstständig agieren.
| Name                     | Amtszeit (Beginn) | Amtszeit (Ende)   |
| ------------------------ | ----------------- | ----------------- |
| Manuel Estrada           | 4. September 1936 | 19. November 1936 |
| Toribio Martinez Cabrera | 20. November 1936 | 14. März 1937     |
| Aureliano Álvarez-Coque  | 15. März 1937     | 19. Mai 1937      |
| Vicente Rojo Lluch       | 20. Mai 1937      | 9. Februar 1939   |

### Dienstgrade des Heeres

#### Offiziere
| Spanien (1936–1939) |        |                |       |           |          |          |
| General             | Oberst | Oberstleutnant | Major | Hauptmann | Leutnant | Fähnrich |

#### Unteroffiziere und Mannschaften
| Spanien (1936–1939) |           |               |        |
| Hauptfeldwebel      | Feldwebel | Unteroffizier | Soldat |

#### Politische Kommissare
| Spanien (1936–1939)               |                                    |                      |                         |                            |                           |                                         |
| Kommissar im Range eines Generals | Unterkommissar und Generalsekretär | Kommissar Inspekteur | Kommissar einer Brigade | Kommissar eines Bataillons | Kommissar einer Kompagnie | Politischer Delegierter einer Kompagnie |

#### Kommandoabzeichen
Sterne mit drei Zacken wurden verwendet, um einem Offizier das Kommando über höhere Einheiten zuzuordnen. Diese Aufgabenbereiche lagen oft unter dem eines Generals. Man benutzte ein bis vier Sterne je nach Kategorie der unterstellten Einheit: Brigade (1), Division (2), Korps (3), Armee (4).
Beispiele:
| Spanien (1936–1939)   |                  |                                    |                               |
| General Brigadeführer | Oberst Armeechef | Oberstleutnant Chef einer Division | Mayor, Chef eines Armee-Korps |

#### Marine
Siehe Republikanische Kriegsmarine

#### Luftwaffe
Siehe Republikanische Luftwaffe

## Bibliografie
- Francisco Alía Miranda: Historia del Ejército español y de su intervención política. Los Libros de la Catarata, Madrid 2018, ISBN 978-84-9097-459-9.
- Michael Alpert: El Ejército Republicano en la Guerra Civil. Siglo XXI de España, Madrid 1989, ISBN 84-323-0682-7.
- Ángel Bahamonde Magro, Javier Cervera Gil: Así terminó la Guerra de España. Marcial Pons, Ediciones de Historia, Madrid 2020, ISBN 978-84-95379-09-2.
- Antony Beevor: La Guerra Civil Española. Critica, Barcelona 2005, ISBN 84-8432-665-9.
- Carlos Engel: Historia de las Brigadas Mixtas del Ejército Popular de la República. Almena, Madrid 1999, ISBN 84-922644-7-0.
- Gabriel Jackson: La República Española y la Guerra Civil. RBA Coleccionables, Barcelona, ISBN 84-473-3633-6.
- J. M. Martínez Bande: La lucha por la Victoria. San Martín, Madrid 1991, ISBN 84-7140-277-7.
- J. M. Martínez Bande: Las Brigadas Internacionales. Plaza y Janés, Barcelona 1973.
- J. M. Martínez Bande: Por qué fuimos vencidos: Testimonios clave de la derrota del Ejército Popular de la República. Los Tres dados, Prensa Española, 1974.
- Paul Preston: El holocausto español. Penguin Random House, Barcelona 2011, ISBN 978-84-9992-049-8.
- Vicente Rojo Lluch: Alerta a los pueblos. Ariel, Barcelona 1974, ISBN 84-344-2471-1.
- Vicente Rojo Lluch: Así fue la defensa de Madrid. Asociación de Libreros Lance, Madrid 2006, ISBN 84-921455-3-6.
- Vicente Rojo Lluch: España Heroica. Diez bocetos de la guerra española. Ariel, Barcelona 1975.
- Ramón Salas Larrazábal: Historia del Ejército Popular de la República. La Esfera de los Libros, ISBN 84-9734-465-0.
- María Teresa Suero Roca: Militares republicanos de la Guerra de España. Península Ibérica, Barcelona 1981, ISBN 84-297-1706-4.
- Hugh Thomas: Historia de la Guerra Civil Española. Círculo de Lectores, Barcelona 1976, ISBN 84-226-0874-X.
- Manuel Tuñon de Lara, Julio Aróstegui, Ángel Viñas, Gabriel Cardona, Josep M. Bricall: Der Spanische Bürgerkrieg. Eine Bestandsaufnahme. Suhrkamp, Frankfurt am Main 1987, ISBN 3-518-02591-0.
- Manuel de Vincente Gonzáles: Historia Militar de la Gerra Civil en Madrid. 3 Bände. Ministerio de Defensa, Madrid 2014, ISBN 978-84-9781-996-1.